# 2011年大马士革炸弹袭击事件
2011年大马士革炸弹袭击事件是2011年12月23日发生在叙利亚首都大马士革的自杀式汽车炸弹袭击。爆炸发生于叙利亚军事情报机构建筑外面，造成44人死亡和166人受伤。叙官方媒体报道说大多数死者为平民。此时叙利亚已经发生了长达9个月的示威抗议和武装对抗事件。叙政府谴责是伊斯兰主义武装分子制造了该事件，而叙反对派则指责是叙政府阴谋策划了该事件，目的是为继续镇压示威者和反对派制造借口。

## 背景
12月23日当天，阿拉伯國家聯盟派出的观察团首次抵达叙利亚，以监视叙政府关于贯彻阿拉伯國家聯盟协议停止暴力的行动。这起爆炸刚好发生于观察团抵达之前。而此前叙利亚一直对阿拉伯國家聯盟表示：叙安全部队打击的对象是一直“恐怖武装分子”而非抗议的平民。

## 事件经过
爆炸发生于大马士革西南部的Kfar Sousa地区，叙官方电视频道——al-Ikhbariya al-Suriya报道说：第一起汽车炸弹在一处安全机构外面（未明确指出具体地点）引爆。当附近的卫兵赶到事发地检查案件时，另一个车猛撞过来并引爆了炸弹。在场的叙记者表示：爆炸发生后立即听到了枪火声，附近200米的窗户都被爆炸震碎。
事件导致44人死亡，166人受伤。叙官方媒体说死者大多为平民。

## 犯罪实施者
事发后，叙政府立即谴责伊斯兰主义武装组织制造了此次恐怖袭击，尤其把对象指向基地组织。一名外交部官员告诉记者说黎巴嫩之前已经警告过叙政府说一些武装分子从黎巴嫩的巴勒贝克附近的埃萨尔镇出发前往叙利亚准备实施恐怖袭击。他确定事件是由自杀式袭击分子制造的。
叙利亚反对派指责叙政府的说法，称叙当局故意制造了该惨案以为继续镇压抗议活动找借口。前黎巴嫩总理萨阿德·哈里里表示他认为炸弹袭击事件是叙利亚当局策划的。自由叙利亚军(FSA) 否认是自己人制造的，并指责叙政府制造了该起事件目的是博得阿盟和刚进入叙境内的观察员的同情。一些评论人士也指出：自从2011年示威发生以来，自由军和其他反对派之前从未针对平民实施过一起恐怖袭击事件。叙利亚全国委员会说：“叙当局应该为两起恐怖炸弹案承担所有直接责任”，因为当局想要给人制造出“叙政府面临着来自外面的危险而非国内民众要求自由和尊严的革命”的印象。

12月24日，一个名为“穆斯林兄弟会位于叙利亚国内的媒体委员会”发表了一个声明，宣称是敘利亞穆斯林兄弟會制造了该事件：
我们战无不胜的逊尼派团体中的一个旅中的四名敢死队队员对位于大马士革Kfar Suseh心脏地区的安全部队大楼发动了成功的袭击，他们这些我们之中最光荣的成员使一些阿萨德集团中的不少人被炸死和炸伤[...] 我们，作为叙利亚人民和神圣国家的保护者，向阿萨德统治黑帮集团发生出了一个明确的讯号: 这是叙利亚自由的开始和冰山的一小碎块 [...] 从此我们警告那些还在追随叙政府的人们并劝告他们远离政府部门和安全机构... 因为我们的殉道部队斗志极度旺盛正准备着在未来的10天里在阿勒颇、大马士革和其他神圣的叙利亚土地上实施特色行动。
1976年到1982年，穆斯林兄弟会曾在叙利亚制造了一些谋杀复兴党官员的暴动事件（导致了1982年2月的哈马大屠杀），不过在2011年此前的示威和起义中还没有发生过类似的行动。
然而，穆斯林兄弟会否认发表过这个声明。叙利亚的穆斯林兄弟会副领导人穆罕默德·泰富尔（Mohammed Tayfour）告诉阿拉伯卫星电视台（Al Arabiya）： 叙利亚情报部门创建了一个假的兄弟会网站，并假借兄弟会发表了上述声明。此外他还补充道：根据他们收获的一些情报显示，叙利亚情报机构才是爆炸事件的幕后真凶。